# Ștefan Efros
Ștefan Efros (Criuleni, 8 maggio 1990) è un calciatore moldavo, difensore del Dacia Buiucani.

## Carriera

### Club
Ha giocato nella prima divisione moldava.

### Nazionale
Tra il 2019 ed il 2020 ha giocato complessivamente 4 partite con la nazionale moldava.

## Palmarès

### Club

#### Competizioni nazionali
- Divizia B: 1

Speranța Nisporeni: 2013-2014
- Liga 1: 1

Dacia Buiucani: 2024-2025